# Richard Alvin Neilson
Richard Alvin Neilson, CMG, LVO, (* 9. Juli 1937; † 6. Juni 1997) war ein britischer Diplomat. Er war britischer Botschafter in Kolumbien, Chile und Trinidad und Tobago.
Richard Alvin Neilson besuchte das Hameldon Community College.